# Zabójczy projekt
Zabójczy projekt (ang. The Internecine Project) – brytyjsko-niemiecko-amerykański film sensacyjny z 1974 roku w reżyserii Kena Hughesa. Adaptacja powieści Morta W. Elkinda pt. Internecine.  

## Opis fabuły
Znany amerykański ekonomista, profesor Robert Elliot za pomocą siatki czterech agentów zajmuje się szpiegostwem gospodarczym na rzecz jednego z wysokich urzędników brytyjskiego ministerstwa spraw zagranicznych. W pewnym momencie otrzymuje od niego polecenie "likwidacji" swoich współpracowników w zamian za stanowisko doradcy ekonomicznego prezydenta Stanów Zjednoczonych. Inteligentny Elliot opracowuje precyzyjny plan czterech zabójstw w wyniku których każdy z członków jego grupy zostaje w różnych okolicznościach zamordowany przez każdego z nich. Elliot otrzymuje prestiżowe stanowisko i wyjeżdża do Waszyngtonu, nie zdając sobie sprawy, że na niego również został wydany wyrok. 

## Obsada aktorska
- James Coburn – Robert Elliot
- Lee Grant – Jean Robertson
- Harry Andrews – Albert Parsons
- Ian Hendry – Alex Hellman
- Michael Jayston – David Baker
- Christiane Krüger – Christina Larsson
- Keenan Wynn – E.J. Farnsworth
- Terence Alexander – potentat ze świata biznesu
- Philip Anthony – sekretarka Eliotta
- Julian Glover – Arnold Pryce-Jones
- Mary Larkin – sekretarka Jeana

i inni. 

## Produkcja
Zdjęcia plenerowe kręcono w Londynie, a studyjne - w Monachium. Spotkał się ze słabym przyjęciem recenzentów. The New York Times krytykował zbyt skomplikowaną fabułę, opartą na rolach, które zostały stworzone dla gwiazd mniejszego formatu niż Harry Andrews, Keenan Wynn i Ian Hendry. 